# Aeropuerto E. T. Joshua
El Aeropuerto E. T. Joshua  (en inglés: E. T. Joshua Airport) (IATA: SVD, ICAO: TVSV), anteriormente conocido como Aeropuerto de Arnos Vale, fue un aeropuerto situado en Arnos Vale, cerca de Kingstown, en la isla de San Vicente en el Mar Caribe. El aeropuerto fue llamado así para honrar a Ebenezer Theodore Josué, la primera persona en ocupar el cargo de primer ministro de San Vicente y las Granadinas. El aeropuerto fue el centro de operaciones de granadina Airways, Mustique Airways y SVG Air.
El aeropuerto también alberga la subestación en San Vicente de la Autoridad de Aviación Civil del Caribe Oriental.
El aeropuerto fue clausurado tras la inauguración del nuevo Aeropuerto Internacional de Argyle el 14 de febrero de 2017. Los terrenos que ocupa el antiguo aeropuerto serán utilizados para la expansión urbanística de la ciudad de Kingstown.